# Declamació
La declamació és l'art d'interpretar o recitar textos utilitzant diverses formes expressives, com l'entonació o altres accions. Les tècniques de declamació s'utilitzen, per exemple, en discursos. En la tradició literària llatina, era un mig camí entre la dicció i el cant.
Les tècniques de declamació eren part essencial de la transmissió oral de la literatura clàssica i de l'Edat Mitjana, i van tractar de conservar-se en el pas a la literatura escrita.